# شمعي الجناح
شمعي الجناح أو الصَّخَّاديَّات (باللاتينية: Bombycillidae)، (بالإنجليزية: Waxwing) تنتمي الي رتبة عصفوريات (باللاتينية: Passeriformes)، و هي فصيلة طيور تتكوّن من 8 أنواع، وهي طيور ذات حجم بين الصغير والمتوسط، وهي طيور اجتماعية تعيش في مجموعات وتقضي معظم أوقاتها مُحلّقة في الهواء.